# Claxby Pluckacre
Claxby Pluckacre är en by i civil parish Claxby with Moorby, i distriktet East Lindsey, i grevskapet Lincolnshire, i England. Byn är belägen 6 km från Horncastle. Claxby Pluckacre var en civil parish fram till 1987 när blev den en del av Claxby with Moorby. Civil parish hade 14 invånare år 1971. Byar nämndes i Domedagsboken (Domesday Book) år 1086, och kallades då Clachesbi/Clasbi.